# منيرة عبد الدايم حسن حسين
منيرة عبد الدايم حسن حسين (1 يناير 1927– 1 يناير 2010)، والدة الرئيس الأسبق محمد مرسي، تنتمي لأسرة من مركز ههيا بمحافظة الشرقية، وهي ربة منزل، وكانت على صلة قرابة بآل الباز، قرابة ومصاهرة.  ولها 3 أشقاء من الأب والأم، هم: حسين، وزبيدة، وعبد الله. توفيت عام 2010، وحضر تشييع الجنازة مجموعة من أعضاء مكتب إرشاد جماعة الإخوان المسلمون. جدير بالذكر أن عائلة الباز معروفة باسم سادات جمهورية مصر العربية، ويقدر عددهم ببضعة آلاف، وتواجدوا في قريتي صبيح و العواسجة مركز ههيا محافظة الشرقية، ثم انتشروا إلي عدة قرى ومدن أخرى خاصة في القاهرة و الجيزة، وهم أحفاد السيد مسيل أبو العطا الباز الذي يتواجد مسجده وضريحه بقرية صبيح مركز ههيا.

## الوالدان

### الوالدة
والدتها الكريمة هي السيدة فاطمة شلبي محمد الشريف
و من اسمها أرجح أنها من السادة الأشراف لأن اسم الشريف
في هذا الوقت كان مقصورا على بعض العائلات الشريفة.

### الوالد
والدها هو عبد الدايم حسن حسين.